# Сект, Павел Ефимович
Павел Ефимович Сект  (укр. Павло Юхимович Сект; 6 декабря 1905, Бахмут, Екатеринославская губерния — 8 ноября 1968, Харьков) — украинский советский учёный-экономист, специалист в области экономики коксохимической промышленности. Декан инженерно-экономического факультета Днепропетровского химико-технологического института. Профессор кафедры экономики и организации химического производства Харьковского инженерно-экономического института. Участник Гражданской войны в России.

## Биография
Родился 6 декабря 1905 года в семье учителя в уездном городе Бахмут Екатеринославской губернии. Среднее образование получал в Бахмутском реальном училище, которое окончил в 1919 году. Сразу вступил добровольцем в ряды Красной Армии и участвовал в боях с белогвардейцами на деникинском фронте. В 1920 году был командирован в Харьков для обучения на 51-х пехотных командных курсах красных старшин. В следующем году был демобилизован как несовершеннолетний и стал работать корреспондентом газеты «Украинский экономист». В 1924—1927 годах работал финансовым контролёром в окружном финансовом отделе. В 1929 году начал работать в проектном институте Гипрококс. Одновременно получал высшее образование, сначала на рабочем факультете Харьковского технологического института (1921—1924), а с 1925 года в Харьковском институте народного хозяйства. По причине реорганизации института, с ноября 1930 года учился на инженерно-экономическом факультете Харьковского механико-машиностроительного института имени Профинтерна, который окончил в марте 1931 года со специальностью инженера-экономиста.
Учился в аспирантуре Украинского института истории техники. В 1932 году покинул Гипрококс и перешёл на преподавательскую работу. Работал в должности доцента Днепропетровского химико-технологического института, где читал курс экономики химической промышленности. В том же году Павел Сект занял должность заведующего кафедрой экономики химической промышленности, на которой оставался до 1938 года. Также некоторое время был деканом инженерно-экономического факультета того же института. Одновременно читал курс экономики социалистической промышленности на экономическом факультете Днепропетровского государственного университета и курс экономики химической промышленности в Сталинском углехимическом институте. В 1934 году был утверждён в учёном звании доцента.
В 1938 году был переведён в Гипрококс, где последовательно занимал должности старшего инженера-экономиста, руководителя группы, заместителя начальника и начальника технико-экономического отдела, главного экономиста отдела. С 1944 года стал работать по совместительству в Харьковском инженерно-экономическом институте (ХИЭИ) в должности доцента. В следующем году был награждён медалью «За доблестный труд в Великой Отечественной войне 1941—1945 гг.». В 1947 году защитил диссертацию на соискание учёной степени кандидата технических наук по теме «Технико-экономические основы развития металлургического коксования в СССР», через два года получил соответствующее звание. Покинул Гипрококс в 1962 году и стал профессором кафедры экономики и организации химического производства ХИЭИ.
Павел Сект умер 8 ноября 1968 года в Харькове от тяжёлой болезни.

## Научная деятельность
Павел Сект занимался вопросами экономики и технологии коксохимической промышленности, исследовал проблемы развития коксохимии Украины. Он также занимался подготовкой научных кадров и основал научную школу экономики коксохимической промышленности. Был одним из наиболее активных преподавателей ХИЭИ в этой сфере деятельности, одновременно работал с четырьмя и более аспирантами и соискателями.
Павел Сект возглавлял исследовательские группы, которые по заказу предприятий Донбасса и Надднепрянщины занимались вопросами улучшения качества кокса, обогащения углей, расширения сырьевой базы коксования и применения его продуктов. Во время опытной работы, учёный установил, что в Украине значительно возросли потребности в литейном коксе из-за стремительного развития машиностроения. Поскольку запасы литейного кокса на Донбассе были ограниченными, появилась потребность пересмотреть направления роста в коксохимической и угледобывающей промышленности, провести реконструкцию предприятий и изменить приоритеты в добыче угля. На базе исследований Павла Секта была разработана схема углепоставки коксохимических предприятий и проведена коррекция инвестиционной и технологической политики в угольной промышленности.
Входил в состав Научного совета Государственного комитета при Совете министров СССР по координации научно-исследовательских работ «Новые процессы в коксохимической промышленности» и отраслевого научно-технического совета коксохимической промышленности. Читал доклады на различных правительственных совещаниях и комиссиях. Стал одним из авторов концепции коксогазохимического завода. Во время работы в проектном институте Гипрококс, занимался технико-экономическим обоснованием реконструкции и открытия новых коксохимических заводов.
В начале 1960-х годов, совместно с учёными из Украинского научно-исследовательского углехимического института, Украинского научно-исследовательского института углеобогащения и Харьковского горного института, проводил работы по улучшению технико-экономических показателей флотации, заказанные Донецким советом народного хозяйства. В частности исследователь занимался сравнительным анализом технологических схем флотации и её себестоимости по элементам затрат.
В биографическом сборнике «Провідні вчені Харківського національного економічного університету» Павел Сект назван «одним из ведущих специалистов в области экономики коксохимической промышленности».

## Научные публикации
Всего Павел Сект был автором более тридцати пяти научных работ. Список избранных публикаций подан согласно изданию «Нариси з історії Харківського національного економічного університету»:
- Кокс, газ, химия в пятилетнем плане. Харьков, 1931.
- Технико-экономические очерки по коксогазохимической промышленности. Харьков, 1934.
- Этапы развития коксохимической промышленности СССР // Труды ХГУ. 1951.
- Технико-экономические основы обогащения коксующихся углей. Харьков, 1953.
- Основные направления размещения фабрик для обогащения коксующихся углей // Труды ХГУ. Т. 7. 1956.
- Технико-экономические показания обогащения шлама и пыли коксующихся углей методом флотации // Труды ХИЭИ. 1956. No 7.
- Экономика, организация и планирование производства на углеобогатительных фабриках: Учеб. пособ. для горных техникумов / Сект П. Е., Беликов А. М., 1957.
- Экономика использования газовых углей Донецкого бассейна для производства металлургического кокса / Сект П. Е., Тесленко-Пономаренко Ф. Ф., Беликов А. М., Ткачев С. Ф. // Уголь. 1959. No 1.
- Перспективы увеличения производства коксового газа и химического сырья для тяжелого органического синтеза / Сект П. Е., Аронов С. Г. / Комплексное использование горючих газов Украины. К., 1960.
- Экономика коксования газовых углей Донецкого бассейна / Сект П. Е., Тесленко-Пономаренко Ф. Ф. // Экономика Советской Украины. 1961. No 1.
- Экономика комплексной переработки углей Львовско-Волынского бассейна методом коксования // Экономика Советской Украины.- 1962. No 5.

## Награды
- медаль «За доблестный труд в Великой Отечественной войне 1941—1945 гг.» (1945)[4]